# 王命岳
王命岳（1608年—1667年），字伯咨，號耻古，福建晋江人，清朝政治人物，進士出身。

## 生平
顺治十二年（1655年）登乙未科进士，改庶吉士。未散館，擢工科给事中。历戶、兵給事中、還遷刑科給事中。康熙六年（1667年）卒於京師。著有《耻躬堂文集》20卷、《周易杂卦牖中天》、《读诗牖中天》等。與盧若騰、陳洪謐 、蔡肱明、張朝綖、吳韓起、黃錫袞、辜胤奇、丁胤甲、梁玉蕤、郭符甲、楊明琅、沈佺期、許吉燝、何運亮、史贊聖、蘇國瓓、施顯等人並稱“魯東同朝十八名士”。

## 親屬
有子王錫鹵。

## 延伸阅读
[在维基数据编辑]
 《清史稿·卷244》，出自趙爾巽《清史稿》